# Julio Alpuy
Julio Uruguay Alpuy (Cerro Chato, 27 de enero de 1919-Nueva York, 5 de abril de 2009) fue un escultor, pintor y grabador uruguayo que residió en Nueva York desde 1961.

## Biografía
De procedencia humilde, se trasladó de su ciudad natal a Montevideo a los 16 años para continuar sus estudios. Fue alumno de Joaquín Torres García, desde 1940 a 1949.
En la década de 1950 viajó por el mundo; Europa y el Cercano Oriente (1951-1953); Chile (1957); Bogotá, Colombia (residió allí de 1957 a 1959, estudiando Bellas Artes); Venezuela (1959). 
En diciembre de 1961 se estableció en Nueva York. Allí realizó en la década de 1960 pinturas y una serie de relieves pintados con intensos colores. En la década de 1970 incursionó en el grabado.
En 2005 fue declarado ciudadano ilustre de Montevideo y el Correo de Uruguay editó un sello postal en homenaje a Alpuy, reproduciendo un fragmento de su mural "Oficios" ubicado en el Liceo Dámaso Antonio Larrañaga.
Falleció en abril de 2009, a los 90 años.